# Odontophora mucronata
Odontophora mucronata är en rundmaskart som beskrevs av Christian Wieser 1959. Odontophora mucronata ingår i släktet Odontophora och familjen Axonolaimidae. Inga underarter finns listade i Catalogue of Life.